# Бугаёвка (Ровненская область)
Бугаёвка (укр. Бугаївка) — село в Радивиловской городской общине Дубенского района Ровненской области Украины.
До 2020 года входило в Радивиловский район.
Население по переписи 2023 года составляло 1060 человек. Почтовый индекс — 35506. Телефонный код — 3633. Код КОАТУУ — 5625881601.